# 呂切倫
呂切倫是瑞士的城鎮，位於該國中西部，由伯恩州負責管轄，面積3.98平方公里，海拔高度545米，2011年人口561，八成人口信奉基督教，人口密度每平方公里141人。